# Hans Hotter

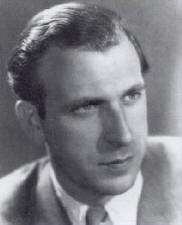
Hans Hotter (1940)

Hans Hotter (* 19. Januar 1909 in Offenbach am Main; † 6. Dezember 2003 in München) war ein deutscher Opernsänger (Bassbariton) und Gesangspädagoge. 

## Leben
Hans Hotter studierte nach dem Abitur Philosophie an der Ludwig-Maximilians-Universität München sowie Gesang bei Matthäus Römer und Orgel. 1930 debütierte er in Troppau. Bereits im Alter von zweiundzwanzig Jahren sang er den „Wanderer“ in Siegfried von Richard Wagner.Weitere frühe Stationen waren Breslau und das Deutsche Theater Prag, bevor er 1934 an die Hamburgische Staatsoper und 1937 an die Bayerische Staatsoper nach München engagiert wurde. Hier erarbeitete er sich alle großen Bariton-Partien des deutschen Fachs, vor allem in Opern von Richard Wagner, aber auch Richard Strauss, in dessen Uraufführungen der Opern Friedenstag, Capriccio und Die Liebe der Danae Hotter mitwirkte. Als junger Sänger profitierte der deutsche Bassbariton Hans Hotter sehr von Strauss’ Offenheit und Leichtigkeit in der Arbeit. Er schätzte die betonte Einfachheit und Freundschaftlichkeit des Komponisten.
Hans Hotter sang aber auch häufig Mozart und Verdi.
1939 hatte er sein Debüt an der Wiener Staatsoper. Hotter stand 1944 in der Gottbegnadeten-Liste des Reichsministeriums für Volksaufklärung und Propaganda.
Ab 1947 trat er bis 1969 am Londoner Royal Opera House auf und inszenierte zwischen 1961 und 1964 Wagners Ring des Nibelungen. Zwischen 1952 und 1966 wirkte er regelmäßig bei den Bayreuther Festspielen mit. Insbesondere als Holländer und Wotan, aber auch als Gurnemanz (Parsifal) und Hans Sachs erreichten seine Interpretationen Referenzcharakter. 
Noch im hohen Alter verlieh seine charismatische Gestalt ambivalenten Figuren wie Schigolch (in Lulu, bis 1992) imponierende Bühnenpräsenz (letzte Bühnenrolle; Prinzregententheater München, Februar 2001: Prinzregent in einer „Münchner Fassung“ von Richard Heubergers Operette Der Opernball). Daneben stieg er zu den bedeutendsten Liedsängern seiner Generation auf. Eine Jahrhundertaufnahme ist seine Einspielung des Liederzyklus Die Winterreise von Franz Schubert mit Gerald Moore als Klavierbegleiter aus dem Jahr 1955. Auch dieses stimmtechnisch sehr anspruchsvolle Werk bot er bis in die 1990er Jahre absolut stimmfest und sicher in Liederabenden auf der Bühne dar.
Hotter erteilte privaten Gesangsunterricht, und 1977 wurde er von der Wiener Musikakademie zum Professor ernannt. Sein 1979 im kleinen Saal des Münchener Gasteigs abgehaltener Meisterkurs für junge Sänger wurde vom Saarländischen Rundfunk aufgezeichnet und in der Filmdokumentation „Hans Hotter“ von Wolf-Eberhard von Lewinski im ARD-Programm ausgestrahlt.
1996 erschien seine Autobiografie Der Mai war mir gewogen im Kindler Verlag. 1985 wurde er von den Münchner Turmschreibern mit dem Bayerischen Poetentaler geehrt. 1998 erhielt er den Ehrenring der Stadt Wien.
Hans Hotter starb im Alter von 94 Jahren und wurde auf dem Waldfriedhof Solln in München bestattet.

## Auszeichnungen
- 1955: Ernennung zum bayerischen Kammersänger[5]

- Großes Bundesverdienstkreuz
- Bayerischer Maximiliansorden für Wissenschaft und Kunst
- Ehrenring der Stadt Wien

- 1994: Ordre des Arts et des Lettres (Komtur)[6]